# Achiet-le-Grand
Achiet-le-Grand is een gemeente in het Franse departement Pas-de-Calais in de regio Hauts-de-France. De plaats maakt deel uit van het arrondissement Arras. Achiet-le-Grand telde op 1 januari 2022 969 inwoners.
Op de begraafplaats van Achiet-le-Grand bevinden zich 4 graven van Britse militairen uit de Eerste Wereldoorlog. In de uitbreiding (Achiet-le-Grand Communal Cemetery Extension) liggen ruim 1200 gesneuvelden uit de Eerste Wereldoorlog.

## Geografie
De oppervlakte van Achiet-le-Grand bedroeg op 1 januari 2022 5,08 vierkante kilometer; de bevolkingsdichtheid was toen 190,7 inwoners per km².

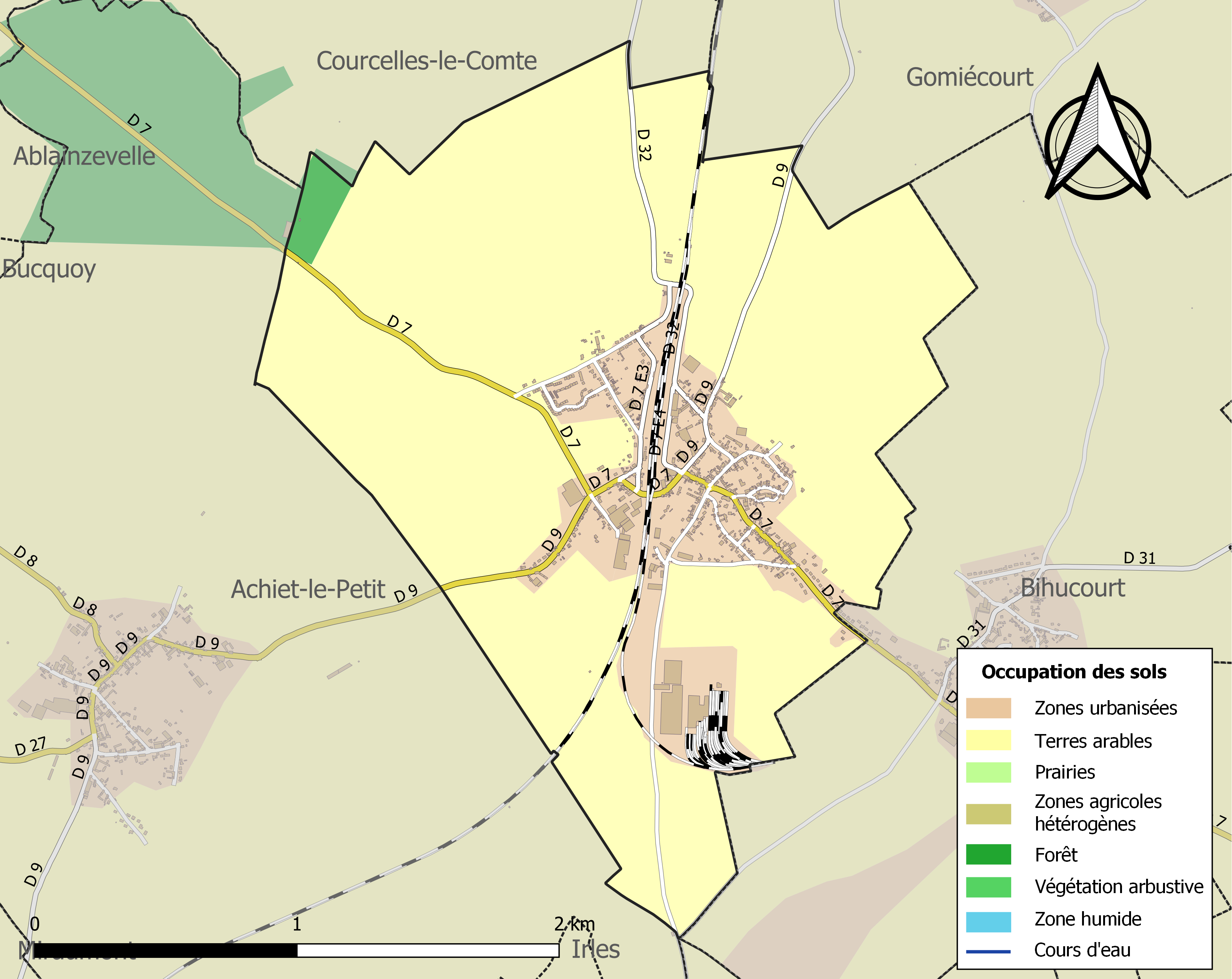
Kaart van de gemeente met belangrijkste infrastructuur, bodemgebruik en omliggende gemeenten

## Verkeer en vervoer
In de gemeente ligt spoorwegstation Achiet.

## Demografie
Onderstaande figuur toont het verloop van het inwonertal (bron: INSEE-tellingen).